# Wasudewa
Wasudewa (dewanagari वसुदेव, trl. Vasudeva, ang. Vasudeva) – w mitologii indyjskiej, syn króla Śuraseny, mąż Dewaki i ojciec Śri Kryszny. Jest on bratem Kunti i ojcem Subhadry, która została wydana za mąż za swojego kuzyna Arjunę.
Był wyznaczonym ministrem Ugraseny, a później poślubił on osiem córek brata Ugraseny, wśród których była Dewaki. Kansa był jego szwagrem.
Wasudewa dobrowolnie zaakceptował uwięzienie przez Kansę na mocy obopólnego porozumienia, aby oddać mu ósmego syna Dewaki. Zostało to udaremnione przez wolę Kryszny. Jako wuj Pandawów, odegrał on czynną rolę w procesie ich oczyszczenia. Posłał on po kapłana Kaśjapę do Śataśrynga Parwata, i ten przeprowadził ceremonie oczyszczające. Kiedy Kryszna narodził się w więzieniu Kamsy, został przeniesiony przez Wasudewę do domu Nandy Maharajy, przybranego ojca Kryszny w Gokuli. Odejście Kryszny z Balaramą miało miejsce wcześniej niż odejście Wasudewy, i Arjuna (siostrzeniec Wasudewy) wziął na siebie obowiązek przeprowadzenia ceremonii pogrzebowej po jego odejściu.